# Safiya Noble
Safiya Umoja Noble é uma professora catedrática da Universidade da Califórnia em Los Angeles (UCLA) e cofundadora e codiretora do UCLA Center for Critical Internet Inquiry. Ela é autora de Algorithms of Oppression e coeditora de dois volumes editados: The Intersectional Internet: Race, Sex, Class and Culture and Emotions, Technology & Design. Também é pesquisadora associada no Oxford Internet Institute da Universidade de Oxford. Além disso, foi nomeada comissária da Comissão de IA e boa governança da Universidade de Oxford em 2020. Em 2020, foi indicada para o Global Future Council on Artificial Intelligence for Humanity na Fundação Econômica Mundial.

## Primeiros anos e educação
Noble cresceu em Fresno, cidade da Califórnia, onde frequentou a Roosevelt School of the Arts. Ela passou a estudar sociologia na Universidade do Estado da Califórnia, em Fresno, com foco em estudos afro-americanos e étnicos. Enquanto estava na Fresno State, Noble se envolveu com a "cena política do campus", protestando contra o apartheid e fazendo campanha pela igualdade racial e de gênero. Ademais, era membro da Associated Students, Inc. e da California Statewide Student Association. Depois de se formar, Noble trabalhou por mais de uma década em marketing multicultural, publicidade e relações públicas.
Noble frequentou a Universidade de Illinois em Urbana–Champaign para estudos de pós-graduação, onde obteve seu mestrado e doutorado em Biblioteconomia e Ciência da Informação. Sua dissertação de 2012, Searching for black girls: old traditions in new media, considerou como gênero e raça se manifestam em plataformas de tecnologia.

## Carreira acadêmica
Noble foi nomeada professora catedrática pela Universidade de Illinois em Urbana-Champaign no Departamento de Estudos Afro-Americanos, no Departamento de Estudos de Mídia e Cinema e no Instituto de Pesquisa em Comunicação. Noble ingressou no Departamento de Estudos da Informação ligado a Universidade da Califórnia em Los Angeles no ano de 2014. Dois anos mais tarde, foi consagrada com o prêmio Early Career pela mesma instituição de ensino de Los Angeles. No mesmo ano, foi nomeada Hellman Fellow em pesquisa em um sistema de índice de informações públicas não comerciais. Noble recebeu estabilidade na UCLA e foi promovida a professora associada em 2018.
Noble ingressou na Universidade do Sul da Califórnia entre 2017 a 2019 como professora catedrática visitante. Na USC, concentrou-se nas questões políticas e de direitos humanos e civis das plataformas de mídia digital, o que inclui a integração dessas questões em STEM e educação em engenharia.
Em 25 de setembro de 2020, Noble foi nomeada como uma dos 25 membros do "Real Facebook Oversight Board", um grupo de monitoramento independente do Facebook. Em outubro de 2020, ela participou de uma conversa com Meghan, Duquesa de Sussex e Príncipe Harry, Duque de Sussex sobre os danos da tecnologia, e seu livro Algorithms of Oppression foi citado por Meghan por como "o espaço digital realmente molda nosso pensamento sobre raça."
Noble recebeu uma bolsa MacArthur em 2021.

## Atuação como pesquisadora
A pesquisa de Noble se concentra em gênero, tecnologia e cultura, e como eles influenciam o design e o uso da internet. Seu trabalho apareceu em publicações acadêmicas e meios de comunicação populares, como as revistas Time e Bitch. Em 2016, Noble revisou a obra Emotions, Technology & Design e The Intersectional Internet: Race, Sex, Culture and Class Online. O objetivo de Emotions, Technology & Design e The Internet: Race, Sex, Culture and Class Online é fornecer um texto para estimular os indivíduos a pensar sobre novos métodos de internet global. Ela é coeditora da seção "Commentary & Criticism" da revista Feminist Media Studies. Além disso, também é membro de várias revistas científicas e conselhos consultivos como Taboo: The Journal of Culture and Education e Journal of Critical Library and Information Studies.

### Algorithms of Oppression
O primeiro livro de Noble, Algorithms of Oppression, foi publicado pela editora NYU Press em 2018 e foi globalmente revisado em revistas científicas como Los Angeles Review of Books e apresentado na New York Public Library 2018 Best Books for Adults. Este considera como o preconceito contra pessoas de cor está embutido em mecanismos de busca supostamente neutros. Ademais, explora a maneira como o racismo, especialmente antinegritude, é gerado e mantido pela internet. Nesta obra, Noble se preocupa muito em olhar para as formas como a comunidade negra é comercializada em poderosas empresas tecnológicas. Ela se concentra em empresas como Google e Facebook e como seus algoritmos “caixa preta” de informações, por exemplo, quando um termo de pesquisa é inserido, não está claro como os resultados da pesquisa são derivados. O trabalho de Noble chama a atenção para um sistema que reproduz a marginalização. Sua esperança é acabar com a injustiça social e mudar a percepção das pessoas marginalizadas na tecnologia. A professora já publicou em blog sobre "Infraestruturas Digitais de Raça e Gênero" no Fotomuseum na plataforma online de Zurique. Também deu palestras e entrevistas sobre Algorithms of Oppression.

## Obras publicadas
- Noble, Safiya Umoja (2018). Algorithms of oppression: how search engines reinforce racism (em inglês). New York: New York University Press. ISBN 9781479837243. OCLC 1029007986
- Noble, Safiya U.; Austin, Jeanie; Sweeney, Miriam E.; McKeever, Lucas; Sullivan, Elizabeth (2013). «Changing Course: Collaborative Reflections of Teaching/Taking "Race, Gender, and Sexuality in the Information Professions"». Journal of Education for Library and Information Science (em inglês). 55 (3): 212–222. ISSN 0748-5786
- Noble, Safiya U. (15 de janeiro de 2017). «Google and the Misinformed Public». The Chronicle of Higher Education (em inglês). Consultado em 21 de abril de 2023

### Volumes com coautores
- Noble; Tynes, eds. (2016). The Intersectional Internet Race, Sex, Class, and Culture Online (em inglês). New York: Peter Lang. ISBN 9781433130014. OCLC 946134246
- Tettegah; Noble, eds. (2016). Emotions, technology, and design (em inglês). [S.l.]: Amsterdam Academic Press. ISBN 9780128018729. OCLC 944209071